# Uruguay
Pour les articles homonymes, voir Uruguay (homonymie).
République orientale de l'Uruguay
(es) República Oriental del Uruguay 
L’Uruguay (/y.ʁy.ɡwɛ/), en forme longue la république orientale de l'Uruguay (en espagnol : Uruguay /u.ɾu.ˈɣwai/  et República Oriental del Uruguay), est un pays du Cône Sud de l’Amérique du Sud, situé au sud du Brésil et au nord-est de l’Argentine, dont il est séparé par le fleuve Uruguay qui lui a donné son nom.
Pays de plaines légèrement ondulées entrecoupées de rangées de collines souvent escarpées et de bas plateaux où s'écoulent des rivières dans de larges vallées, c'est un "petit" État en Amérique du Sud par sa superficie terrestre de 176 215 km2 — dont 1 199 km2 de lacs artificiels sur le Río Negro —.
L’Uruguay est né de la sécession de la Cisplatine, province la plus méridionale de l’empire du Brésil, et de l’échec de sa réincorporation aux Provinces-Unies du Río de la Plata. L’espagnol est de facto l’unique langue officielle de l'Uruguay. La langue nationale est l’espagnol rioplatense. Dans le nord du pays est pratiqué un dialecte du portugais, le portugais uruguayen.
En 2020, la population du pays est estimée à 3 530 912 habitants. Sa capitale, Montevideo, avec près de 1 800 000 habitants, est la plus grande ville du pays regroupant plus de la moitié de la population de l'Uruguay avec son aire métropolitaine. Cependant, quelques villes comme Salto, Paysandú, Maldonado et Rivera, certes beaucoup moins importantes que la capitale, exercent leur influence urbaine dans leur propre région.
Le mode de vie en Uruguay est principalement européen, en raison des importantes vagues migratoires de ressortissants espagnols, italiens et français qui ont afflué dans le pays à partir du XIXᵉ siècle. En conséquence, plus de 80% de la population uruguayenne est d’origine européenne. L'Uruguay était considéré, dans les années 1950, comme la « Suisse de l'Amérique » par les Européens. C'est l'un des deux pays les plus développés d'Amérique latine, ainsi que l'un de ceux qui ont le PIB par habitant et la qualité de vie les plus élevés.
Avec l'Argentine, le Brésil et le Paraguay, l’Uruguay est un des quatre membres fondateurs du Marché commun du Sud (Mercosur) dont le siège permanent du Secrétariat administratif (SAM) est à Montevideo. C’est le pays qui occupe la première place au monde en termes de contribution de soldats aux forces de maintien de la paix des Nations Unies, avec une présence dans dix missions.
L’Uruguay est un État unitaire dont l’administration territoriale est décentralisée.
L’Uruguay est un État laïc, dont le régime de séparation des Églises et de l'État est inspiré du cas français. Fin décembre 2013, The Economist attire l’attention sur l’Uruguay en le désignant « pays de l’année » pour l’adoption de deux lois, celle du 3 mai 2013 sur le mariage égalitaire et celle du 20 décembre 2013 sur le cannabis et ses dérivés.

## Origine du nom
Le nom Uruguay vient du guarani. Bien que sa signification ne soit pas très claire, Félix de Azara affirme que ce nom désigne un petit oiseau nommé el urú qui vit sur les rives du fleuve Uruguay (qui signifie lui-même-alors « rivière du pays de l'urú » (río del país del urú). Néanmoins, l'un des accompagnateurs d'Azara donne une autre version en disant que le mot Uruguay se divise en deux parties : uruguá signifiant « escargot », et le ï signifiant rivière, la traduction serait donc « rivière des escargots » (río de los caracoles). Enfin, le poète Juan Zorrilla de San Martín interprète le mot d'une troisième façon, comme le « fleuve des oiseaux peints » (río de los pájaros pintados).
L'étymologie est discutée. Uruguay serait composé de uruguá (« escargot »), et i (« eau ») et signifierait « fleuve des escargots » ; ou composé de urú (« oiseau »), gua (« lieu, pays »), et î (« eau ») et signifierait « fleuve du pays des oiseaux » ; ou composé de uruá, uruguá (« escargot »), et î (« eau ») et signifierait « fleuve en forme d'escargot » ; ou composé de îrú (« accompagnant »), î (« eau »), et gua-á (« perroquet ») et signifierait « compagnon du fleuve des perroquets » ; ou composé de yurú (« bouche »), et îguaá (« fleuve ») et signifierait « embouchure » ; ou composé de î (« eau ») ; rirú (« lit, débit »), et aí (« laid ») et signifierait « débit faible ou misérable du fleuve ».

## Histoire

### Préhistoire
La préhistoire des peuples indigènes est grandement compliquée, comme un peu partout en Amérique, par les effets dramatiques du contact avec les colonisateurs européens. Une étude de paléogénétique publiée en 2021 portant sur un site archéologique de l'est de l'Uruguay datant de 2 000 ans avant le présent montre « un lien surprenant » avec des individus anciens du Panama et de l'est du Brésil, mais pas avec les Amazoniens modernes. Ce résultat semble indiquer l'existence d'une route migratoire distincte vers l'Amérique du Sud qui peut avoir eu lieu le long de la côte atlantique. Ces anciens spécimens ont le plus d'affinité génétique avec deux populations amérindiennes actuelles, les Suruí et les Karitiana.

### Période coloniale et indépendance

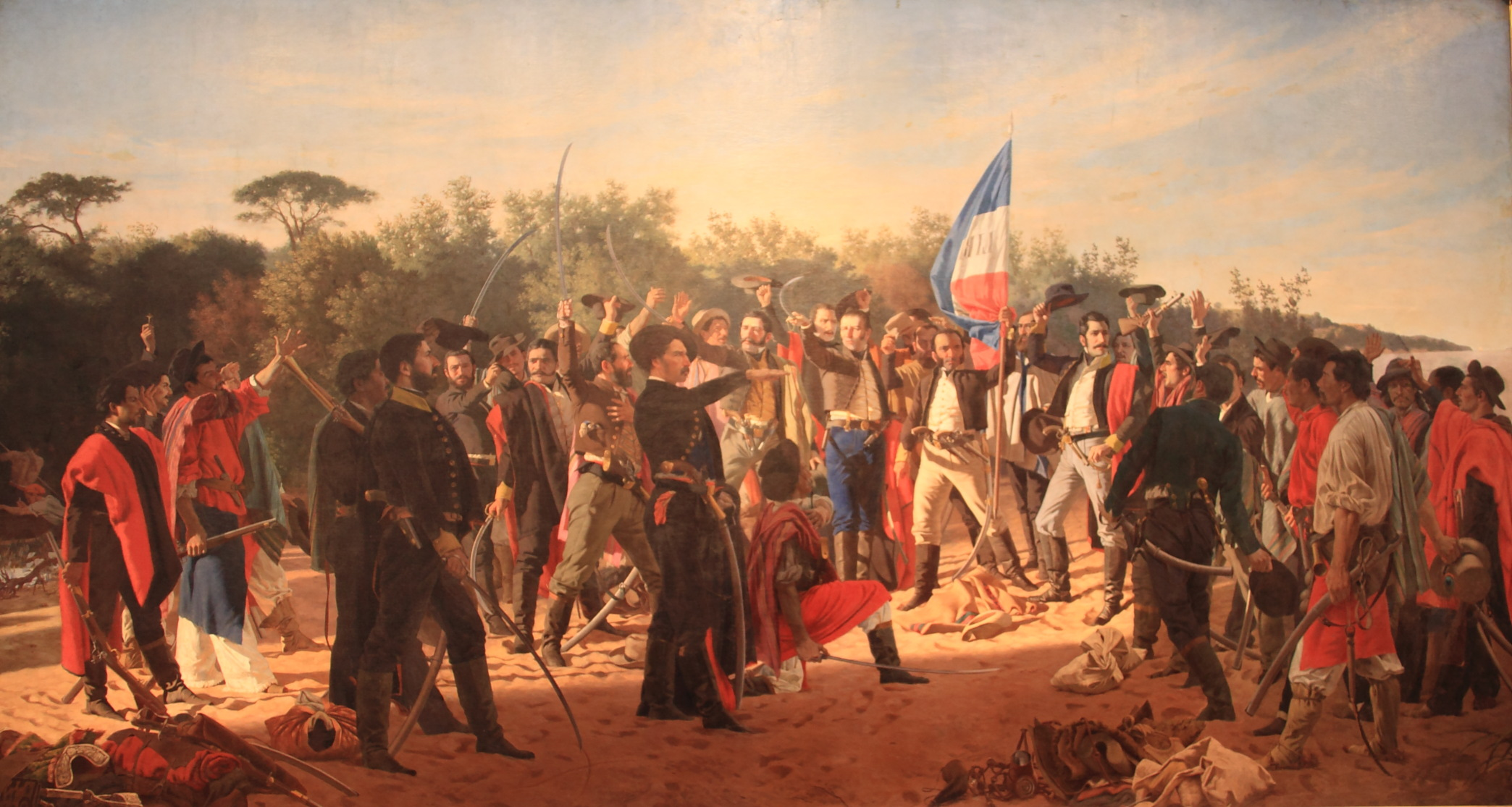
Le serment des « Trente-trois Orientaux », révolutionnaires uruguayens.

En 1516, les Espagnols découvrent le territoire mais le délaissent au départ du fait de la faiblesse de ses ressources naturelles.
La menace causée par l'expansion des Portugais conduit les Conquistadores à édifier la ville fortifiée de Montevideo en 1726 et à coloniser le pays.
Le début du XIXe siècle vit l'émergence de mouvements indépendantistes un peu partout en Amérique du Sud, y compris en Uruguay (désigné alors sous le nom de Banda Oriental, c'est-à-dire « Région orientale »). Entre 1811 et 1817, le héros national de l'indépendance, José Gervasio Artigas, organisa les Orientaux dans le but d'obtenir l'indépendance des Provincias Unidas del Rio de la Plata (actuellement[C'est-à-dire ?], une bonne partie de l'Argentine et l'Uruguay).
À la suite de trahisons et de multiples disputes entre les dirigeants locaux, les victoires initiales se transformèrent en défaites, et Artigas — suivi de dizaines de milliers de personnes — dut se réfugier en dehors de la Banda Oriental, puis s'exiler au Paraguay, d'où il ne revint jamais.
Le contrôle du territoire uruguayen fit l'objet d'un conflit entre les deux États naissants de l'Argentine et du Brésil : ce dernier finit par annexer la région en 1821 et la baptisa « Provincia Cisplatina ». Mais le 19 avril 1825, le groupe nationaliste Trente-trois Orientaux (les Treinta y Tres Orientales en espagnol) conduit par Juan Antonio Lavalleja débarqua sur la plage de La Agraciada et commença la guerre d'indépendance contre le Brésil. Cette guerre se termina le 28 août 1828 par le Traité de Montevideo. La première constitution de l'Uruguay fut signée le 18 juillet 1830.
Le pays était, avant les Européens, peuplé par des Guaranis et des Charrúas ; ces derniers étaient le groupement le plus nombreux et le plus organisé. Jugés inassimilables, leur annihilation fut décidée peu après la déclaration d'indépendance du pays de 1830, dont l'épisode le plus connu est le massacre des Salsipuedes (en) en 1831.
De son indépendance jusqu’en 1904, l'Uruguay est déchiré par des guerres civiles quasi permanentes entre deux partis, le Parti national, représentant les intérêts des propriétaires terriens, et le Parti colorado, représentant la bourgeoisie urbaine de Montevideo.

### Prospérité économique et crise
Entre 1839 et 1851, l'Uruguay connut une guerre civile nommée « Grande Guerre » durant laquelle les Colorados, partisans de Fructuoso Rivera, et les Blancos, partisans de Manuel Oribe, appuyés par l'Argentine s'affrontèrent, avec l'appui de volontaires étrangers dont la Ligue italienne commandée par Garibaldi. Les Colorados finirent par l'emporter. À la fin du siècle, le pays participa à la guerre de la Triple-Alliance contre le Paraguay.
L'Uruguay bénéficie à partir des années 1870 d'une importante croissance économique due aux exportations de viande et de laine. Les plaines y sont très favorables à l’élevage, et la demande européenne ne cesse de croître. Entre 1875 et 1913, le PIB a été multiplié par cinq. Mais cette richesse reste très largement captée par les oligarques ruraux, laissant les paysans et la naissante classe ouvrière dans la pauvreté.

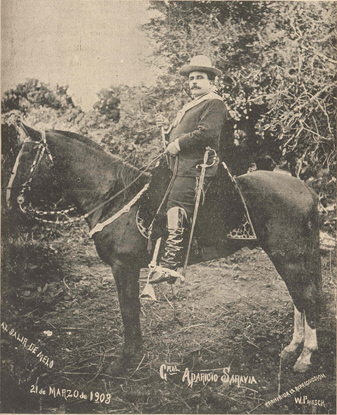
Le caudillo blanco Aparicio Saravia, le dernier à avoir pris les armes contre le gouvernement (ici, en 1903, lors du pacte de Nico Pérez).

De 1903 à 1920, l'Uruguay connut une période de prospérité sous la présidence de José Batlle y Ordóñez. Celui-ci nationalise les raffineries, les grandes industries et les banques, favorise le développement industriel, et proclame la séparation de l’Église et de l’État. Un État social très avancé pour l’époque est bâti : journée de 8 heures, système de retraite à 60 ans après trente ans de service (néanmoins les travailleurs agricoles n'en bénéficient pas), et petites aides sociales pour les travailleurs licenciés et les femmes élevant des enfants. L’État investit aussi beaucoup dans la santé, l’éducation et les infrastructures et favorise la distribution de crédits vers les petites entreprises. Ces réformes sont financées par une plus forte taxation des profits à l’exportation et par des droits de douane élevés, ainsi que par la nationalisation de certains secteurs de l'économie. L'ère Batlle donna son nom au « batllisme (es) ».
L'Uruguay fut ensuite touché par la crise de 1929, ce qui provoqua le coup d'État, en 1933, de Gabriel Terra. En 1942, le Parti colorado revient au pouvoir sous la houlette du neveu de José Batlle, Luis Batlle. Celui-ci approfondit encore la législation sociale. Les retraites sont accordées aux travailleurs ruraux en 1943 et des allocations familiales sont distribuées en 1950, puis une assurance santé est mise en place. Des « conseils salariaux » pour fixer le niveau des salaires sont établis en 1943. Les nationalisations des compagnies britanniques sont achevées en 1948. En parallèle, le pays développe une stratégie fondée sur l’industrialisation par substitution des importations. Pour favoriser l’industrialisation, les droits de douane à l’importation sont relevés et l’investissement public est soutenu. L'Uruguay connait ainsi, jusqu'à la fin des années 1950, une période de prospérité qui lui vaut d'etre parfois qualifiée en Europe de « Suisse de l’Amérique latine » En 1952, un Conseil national du gouvernement (direction collégiale de l'exécutif) est mis en place.
En 1958, le Parti national remporte les élections et applique à l’économie du pays les requêtes des États-Unis et du Fonds monétaire international. La fin de la politique protectionniste est suivie d'une sévère crise économique qui ruine une grande partie des classes moyennes et réduit drastiquement le salaire réel des travailleurs. En 1973, le PIB par habitant de l'Uruguay est encore inférieur à son niveau de 1955, alors qu'il a sensiblement augmenté dans les autres pays de la région. Le Conseil national du gouvernement est renversé, et en décembre 1967, le vice-président Jorge Pacheco Areco accède à la présidence, son prédécesseur étant mort quelques mois après avoir pris ses fonctions. L'inflation, qui dépasse les 100 % annuels, est ramenée par Pacheco à 20 %, qui établit un contrôle strict et pointilleux des salaires et des prix. Par ailleurs, pour faire face aux mouvements social et syndical, Pacheco interdit plusieurs partis de gauche et promulgue des mesures de sécurité, les medidas prontas de seguridad (es) à partir de juin 1968, l'Uruguay étant alors influencé par les événements de mai-juin 1968 parisiens. Sans cesse renouvelées avec l'accord du Parlement, ces mesures se transforment en état d'exception durable, avec l'application de la censure et des détentions sans inculpation, tandis qu'une guérilla urbaine, les Tupamaros, commence à apparaître avec la prise de Pando d'octobre 1969. Ses premières actions consistent surtout à braquer des banques, parfois pour redistribuer leur butin dans les quartiers pauvres de la capitale, ce qui leur a valu le titre de guérilla « Robin des bois » et la sympathie d’une partie de la population. D’autant que leurs actions ne font pratiquement pas de victimes. En réponse, le gouvernement applique une répression de plus en plus dure avec le soutien de Washington qui envoie des conseillers, comme Dan Mitrione, pour organiser la répression. La torture commence à se généraliser contre les prisonniers politiques.
La gauche met en place un Front large en vue des élections générales de 1971, afin de défier les deux partis traditionnels, blancos et colorados. Présidé par le général Líber Seregni, démissionnaire du gouvernement Pacheco, celui-ci rassemble du Parti démocrate chrétien au Parti communiste, en passant par des dissidents blancos et colorados, dont Zelmar Michelini. Pour réprimer la gauche, des communistes aux socialistes, le gouvernement Pacheco sponsorise des escadrons de la mort, lesquels tentent d'assassiner le général Seregni.

### Dictature militaire
En novembre 1971, les élections sont remportées de justesse, dans un contexte de fraudes importantes, par le dauphin de Pacheco, Juan María Bordaberry. Celui-ci démantèle l'appareil de contrôle de l'économie mis en place par Pacheco, au risque de faire remonter l'inflation à un taux annuel de 100 %. La montée en puissance de l'armée se poursuit, tandis que l'« état de guerre interne » est voté après l'assassinat, par les Tupamaros, du sous-secrétaire d'État à l'Intérieur, Armando Costa y Lara, qui dirigeait les escadrons de la mort. En février 1973, après l'échec d'une tentative de reprise en main de l'armée par Bordaberry, celle-ci lui impose le pacte de Boiso Lanza (es), qui établit un Conseil de sécurité nationale, l'armée partageant, de fait, le pouvoir avec lui. Le processus débouche finalement sur le coup d'État du 27 juin 1973, Bordaberry restant en place mais sous étroite surveillance de l'armée.

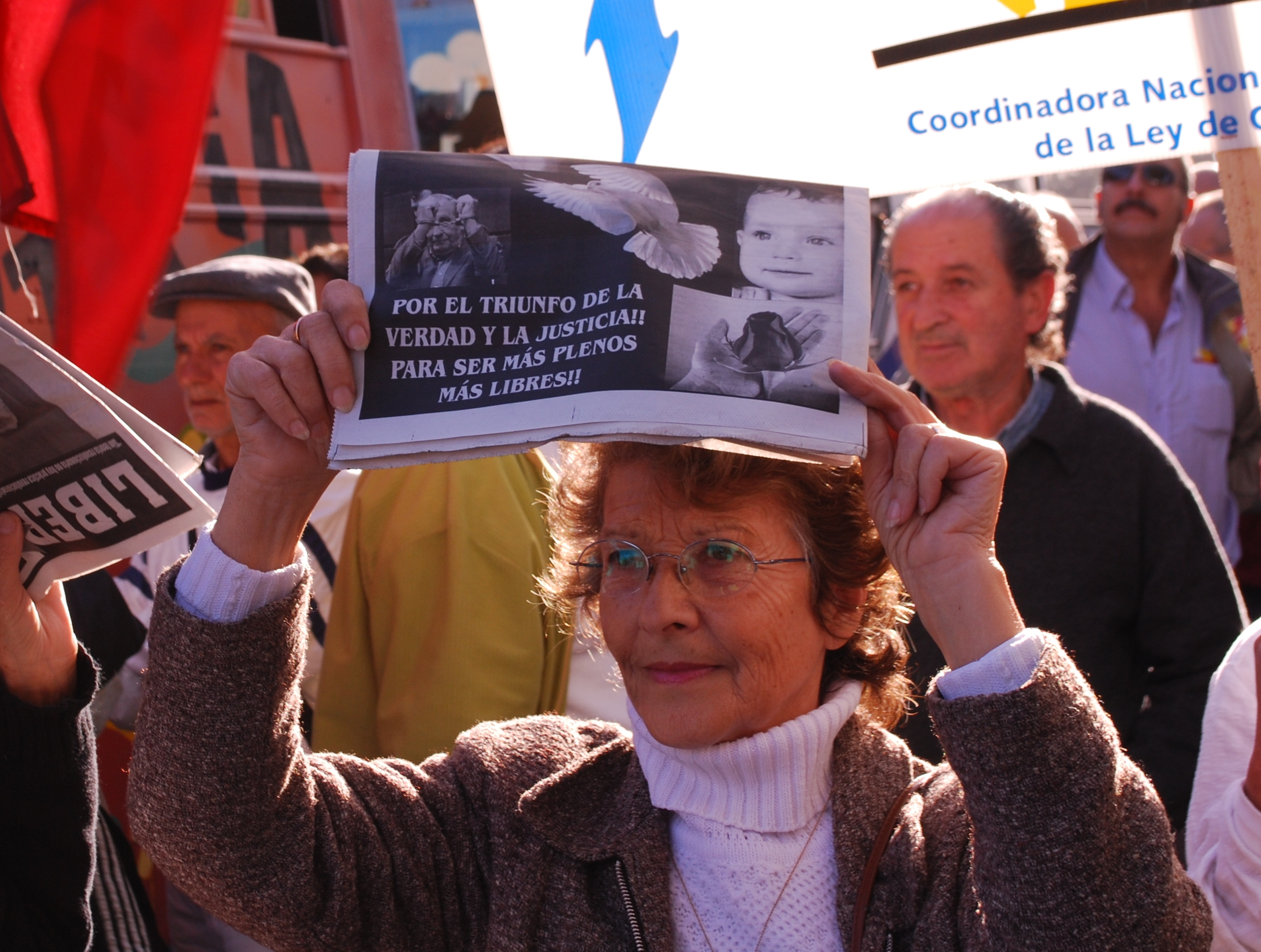
Militante contre la loi d'amnistie de 1986, dont l'abrogation fut soumise, sans succès, deux fois à référendum, en 1989 et lors des élections générales de 2009. Comme en Argentine, les procès contre les militaires de la dictature militaire sont récents, avec la condamnation, en octobre 2009, du général Gregorio Álvarez, dictateur entre 1981 et 1985, pour disparitions forcées et assassinats.

La dictature militaire dissout les partis politiques et suspend la Constitution, et emprisonne environ un habitant sur 450. Participant à l'opération Condor dès avant sa création officielle en 1975, les escadrons de la mort pourchassent les opposants, y compris hors des frontières (notamment en Argentine, où sont assassinés, en mai 1976, les parlementaires Michelini et Héctor Gutiérrez Ruiz, ainsi qu'un couple d'ex-Tupamaros et un communiste). L’économie est fortement libéralisée par le régime militaire. Les promesses d'améliorations économiques ne sont pas tenues en raison de la crise mondiale provoquée par le premier choc pétrolier en 1973. Le ministre de l'économie et des finances Alejandro Végh Villegas essaye d'améliorer l'économie en promouvant le secteur financier et les investissements étrangers. La dépense sociale est réduite et de nombreuses entreprises d'État sont privatisées. Cependant, l'économie ne s'améliore pas et se détériore après 1980, le PIB chute de 20% et le chômage monte à 17%. L'État intervient en essayant de renflouer les entreprises et les banques défaillantes. L'échec d'amélioration économique par le régime a fragilisé sa position. Les médias sont censurés ou interdits, le mouvement syndical est détruit et des tonnes de livres brûlées après l'interdiction d'ouvrages de certains écrivains. Les personnes fichées comme opposées au régime sont exclues de la fonction publique et de l'enseignement.

### Retour à la démocratie
L'échec de la dictature, consacré par le refus massif de la population lors du plébiscite de 1980 sur la réforme constitutionnelle visant à entériner la dictature, conduit à une transition démocratique qui n'aboutit qu'avec les élections générales de 1984 (en) et la libération des prisonniers politiques en 1985. L'armée continua toutefois à surveiller étroitement la scène politique jusqu'aux années 2000, tandis que les gouvernements civils élus, blanco (Luis Alberto Lacalle, 1990-1995) et colorado (Julio María Sanguinetti, 1985-1990 et 1995-2000), mettaient en place une politique libérale, bientôt inspirée du « consensus de Washington ». L'une des principales réalisations de la période qui suivit fut le rapprochement de l'Uruguay avec ses voisins pour former le Mercosur. Ces échanges ont amené l'espoir pour le pays d'un retour à la prospérité dans un futur proche, déçu par la crise bancaire de 2002 provoquée par la crise argentine.
Sur le plan économique, le gouvernement libéral de Batlle (2000-2005) engage des négociations avec les États-Unis concernant la création de la « Zone de libre-échange des Amériques » (ZLEA). La période a marqué le point culminant d'un processus qui visait à une réorientation néolibérale de l’économie du pays : désindustrialisation, pression sur les salaires, essor du travail informel, etc. La situation sociale se détériore considérablement sous sa présidence et près du tiers de la population plonge dans la pauvreté entre 1999 et 2005.

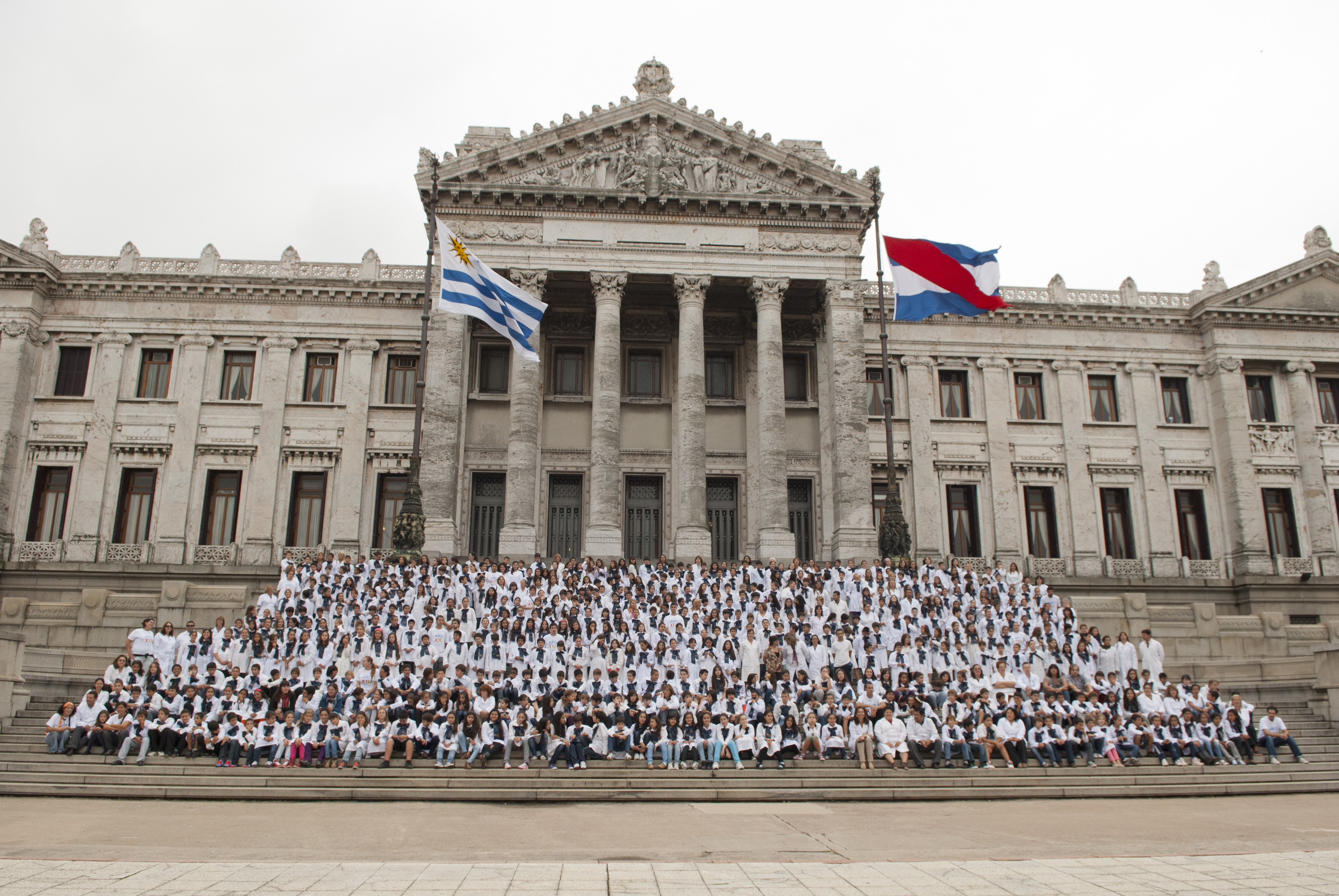
Célébration du bicentenaire du pays en 2011. L'image montre 500 étudiants à Montevideo de 19 écoles de partout à travers le pays lors de la fête.

Les élections générales de 2004 marquèrent, pour la première fois, la victoire de la gauche, le Front large remportant massivement celles-ci, conduisant son candidat présidentiel, le socialiste Tabaré Vázquez, à assumer la présidence (2005-2010). Formant un gouvernement avec une majorité de socialistes, mais incluant d'ex-Tupamaros, réunis au sein du Mouvement de participation populaire (MPP), dont José Mujica et Eduardo Bonomi, Vázquez parvient à faire baisser de façon importante la dette, tout en augmentant les salaires minimums et en faisant baisser le chômage et la pauvreté. L'Uruguay connaît alors des taux de croissance à 10 %, qui baissent subitement en 2009, sous l'influence de la crise mondiale.
Les élections générales de 2009 sont à nouveau gagnées par le Front large, qui remporte une majorité absolue dans les deux chambres. Le MPP se confirme comme la force politique la plus importante, l'ex-Tupamara Lucía Topolansky étant la sénatrice élue avec le plus de voix. Son mari, José Mujica, est élu président.
Le 30 novembre 2014, Tabaré Vázquez remporte l'élection présidentielle avec 56,6 % des suffrages exprimés face à Luis Alberto Lacalle Pou et revient ainsi au pouvoir le 1er mars 2015.
Les élections générales uruguayennes de 2019 ont lieu les 27 octobre et 24 novembre 2019 afin d'élire simultanément le président et le vice-président ainsi que les 99 membres de la chambre des représentants et les 30 membres du Sénat de l'Uruguay. Un référendum constitutionnel sur un ensemble de mesures sécuritaires est organisé simultanément.
Le président sortant Tabaré Vázquez n'est pas candidat à sa réélection, en accord avec la constitution qui ne permet pas les mandats présidentiels consécutifs.
Le candidat du gouvernement sortant Daniel Martínez arrive en tête du premier tour, mais ne parvient pas à réunir la majorité absolue dès celui ci. Un ballotage organisé un mois plus tard l'oppose par conséquent au candidat du Parti national Luis Alberto Lacalle Pou, jugé favori du scrutin du fait des probables reports de voix de l'opposition. Ce dernier l'emporte finalement par une courte majorité de 50,79 % des voix.
L'élection débouche sur la formation du gouvernement Lacalle Pou.

## Politique

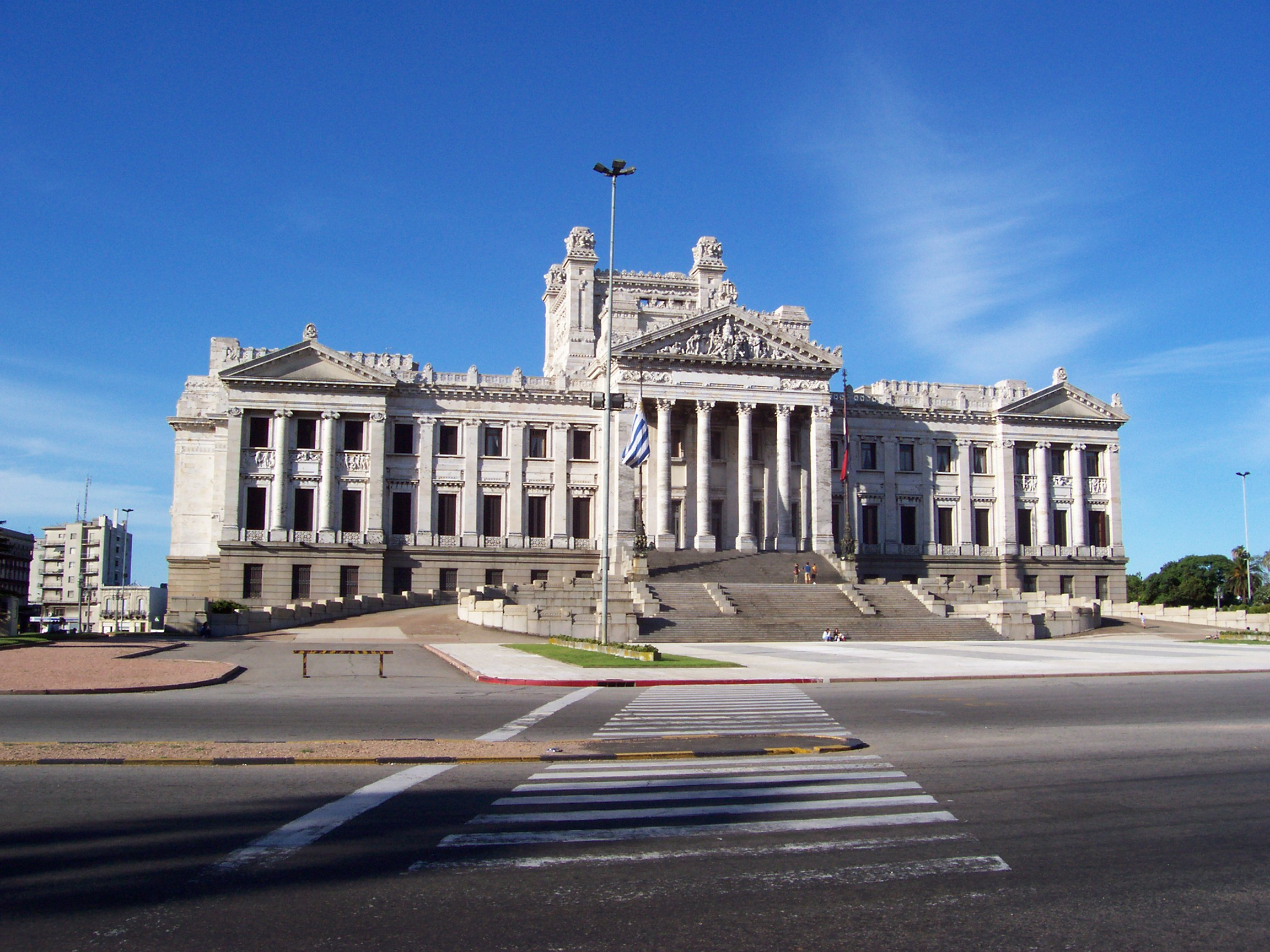
Le Palais Législatif (Palacio Legislativo) est le parlement uruguayen.

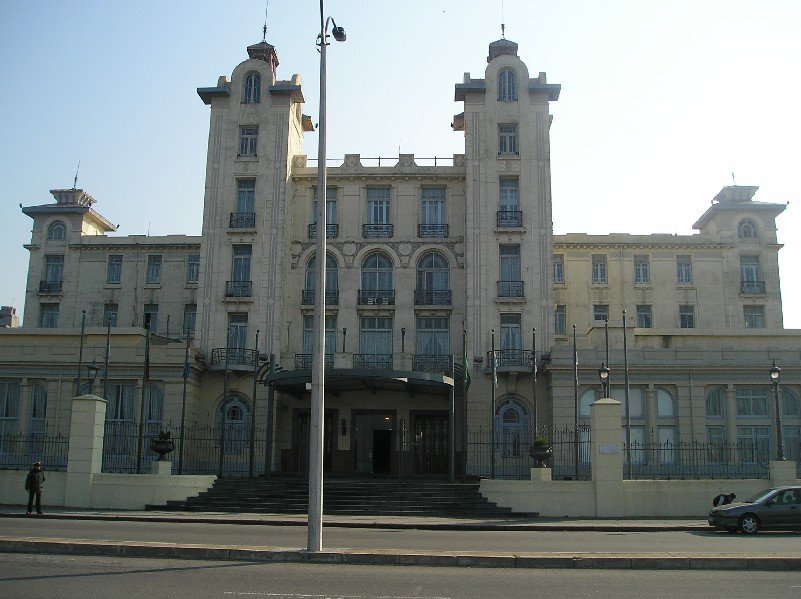
Parlement du Mercosur, à Montevideo.

La Constitution, qui s'inspire de celle des États-Unis, a été adoptée le 27 novembre 1966. La ley de lemas, modifiée par la réforme constitutionnelle de 1997, régit le système électoral, en mélangeant vote majoritaire pour la présidentielle, représentation proportionnelle pour l'élection des parlementaires, et « double vote simultané », ces différentes élections ayant lieu le même jour. Toutefois, depuis 1997, des élections primaires sont obligatoires au sein des partis, qui ne peuvent plus présenter plusieurs candidats à la présidence.
- Le pouvoir exécutif est confié au président de la République, élu au suffrage universel pour un mandat de cinq ans. Il est à la fois le chef d'État et du gouvernement.
- Le pouvoir législatif est exercé par un parlement bicaméral, l'Assemblée générale, constitué de la Chambre des sénateurs, comprenant 30 membres, et de la Chambre des représentants de 99 députés. Les membres de ces deux chambres sont élus au suffrage universel direct pour des mandats de cinq ans.
- Le pouvoir judiciaire est entre les mains de la Cour suprême de justice, dont les membres sont nommés par l'Assemblée générale pour une période de dix ans.

L'Uruguay est l'un des pays constituant le Mercosur, avec l'Argentine, le Brésil, le Paraguay et le Venezuela. Sur le plan intérieur, le gouvernement tente d'enrayer la montée du taux d'inflation, de réduire le chômage et le taux de pauvreté, de stabiliser la dette extérieure et de combattre la délinquance croissante liée au trafic de drogue.
L'Uruguay est un des trois pays sud-américains à avoir disposé d'un parti politique pour la population afrodescendiente (d'ascendance africaine).

## Société
L'Uruguay est le premier pays à reconnaître officiellement le génocide arménien, le 20 avril 1965.
En décembre 2013, l'Uruguay devient le premier pays au monde à légaliser la production et la vente de cannabis,. La même année, le mariage et l'adoption sont ouverts aux couples de même sexe. Il s'agit également du seul pays d'Amérique du Sud permettant l'avortement sur demande.
L'Uruguay est dans les années 2020 fortement touchée par la criminalité. Les ports uruguayens sont utilisés par les narcotrafiquants latinos-américains pour exporter la cocaïne vers l'Europe. Face à l’augmentation du volume du trafic, les organisations criminelles cachent le produit, surtout dans de grandes propriétés rurales, avant de l’exporter. En contrepartie, les criminels locaux en gardent une partie qu’ils revendent à des petits trafiquants, surtout dans les quartiers défavorisés de Montevideo, contribuant à une hausse de la violence. Avec 11,2 homicides pour 100 000 habitants, l’Uruguay présente en 2024 un taux d’homicides presque deux fois supérieur à la moyenne mondiale. Le pays affiche également le taux d’incarcération le plus élevé d’Amérique du Sud. Les politiques des gouvernements successifs face à la criminalité ont été critiquées par certains sociologues, qui estiment qu'elles reposent uniquement sur le travail policier et l'incarcération sans tenir compte des approches scientifiques de la violence, et ont montré leur manque d'efficacité. La réinsertion des détenus condamnés à de courtes peines de prison pose un problème : ceux-ci se retrouvent livrés à eux-mêmes à leur sortie de prison, et beaucoup retombent dans la délinquance.

## Départements
L'Uruguay est divisé en 19 départements (Espagnol : departamentos, singulier - departamento) dirigés par un intendant (intendente municipal) qui est élu pour 5 ans au suffrage universel direct. Les édiles de l'Assemblée départementale (Junta Departamental) ont un pouvoir législatif au niveau du département.
Les premiers départements sont formés dès 1816 et le plus jeune date de 1885, c'est celui de Flores.
| Département | Capitale               |
| ----------- | ---------------------- |
| Artigas     | Artigas                |
| Canelones   | Canelones              |
| Cerro Largo | Melo                   |
| Colonia     | Colonia del Sacramento |
| Durazno     | Durazno                |
| Flores      | Trinidad               |
| Florida     | Florida                |
| Lavalleja   | Minas                  |
| Maldonado   | Maldonado              |
| Montevideo  | Montevideo             |

| Département    | Capitale         |
| -------------- | ---------------- |
| Paysandú       | Paysandú         |
| Río Negro      | Fray Bentos      |
| Rivera         | Rivera           |
| Rocha          | Rocha            |
| Salto          | Salto            |
| San José       | San José de Mayo |
| Soriano        | Mercedes         |
| Tacuarembó     | Tacuarembó       |
| Treinta y Tres | Treinta y Tres   |

## Géographie

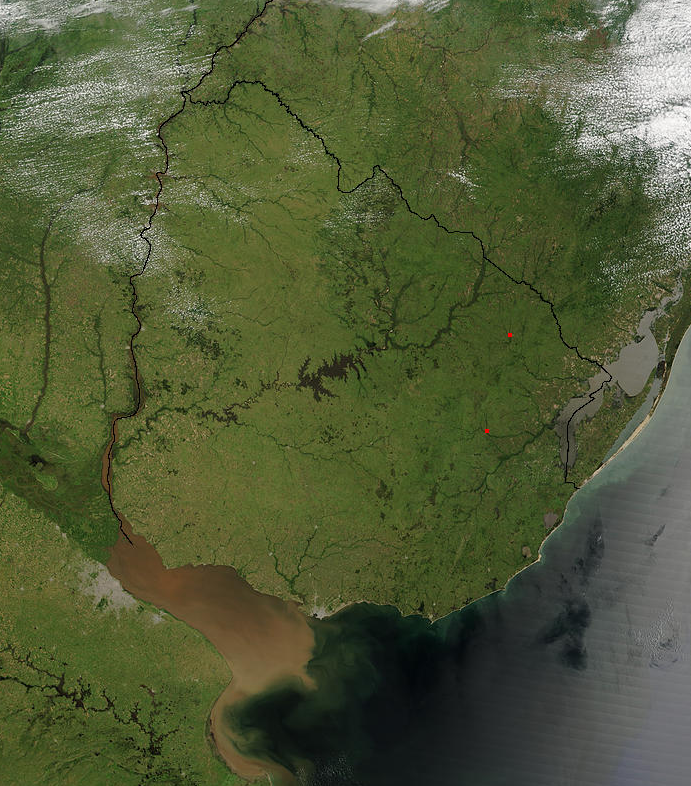
Image satellitaire de l'Uruguay.

### Frontières

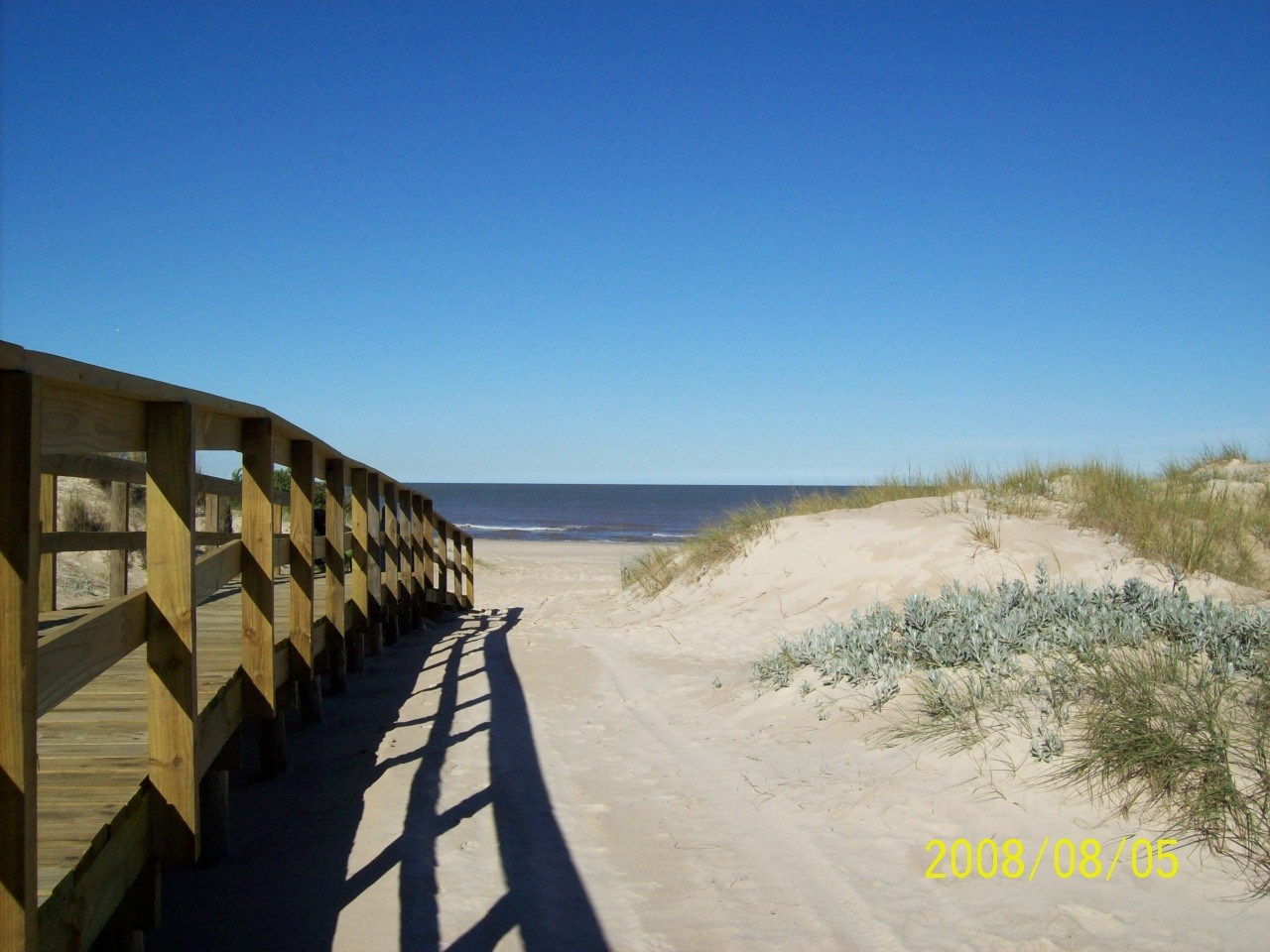
Côte uruguayenne : littoral à Shangrilá.

- 985 km avec le Brésil
- 579 km avec l'Argentine
- 660 km de côtes

### Relief
L'Uruguay se présente avant tout comme un pays de transition géomorphologique entre l'Argentine, au sud-ouest, et le Brésil au nord-est.
Il forme en effet une continuité géographique de la Pampa argentine par ses paysages de plaines doucement ondulées. Ce relief de quasi pénéplaine se relève légèrement au contact des alignements de collines, appelés localement les "cuchillas", annonçant les hautes collines du Plateau brésilien. Parmi ces rangées de collines souvent escarpées mais de moyenne élévation figurent notamment la Cuchilla de Haedo et la Cuchilla Grande où, dans cette dernière, se trouvent les principaux points culminants de l'Uruguay.
De plus, le relief de l'Uruguay, souvent considéré comme un prolongement de la Pampa, s'apparente plutôt à un vaste écotone, oscillant entre prairies tempérées et forêts subtropicales.

### Hydrographie
Un dense réseau fluvial structure le pays, consistant en la présence de nombreux bassins hydrographiques dépendant tous du bassin de la Plata. Dans ce dernier est inclus le vaste bassin hydrographique du Río Uruguay.
Seul, le bassin de la Lagune Merín qui est à cheval sur le Brésil et l'Uruguay n'appartient pas au réseau hydrographique de la Plata.
Quant au bassin versant du Río Negro, celui-ci relève du vaste bassin du río Uruguay mais se caractérise par son unité géographique exceptionnelle du fait que tout son réseau hydrographique est constitué exclusivement de l'intérieur du pays uruguayen. Ses eaux sont grossies par deux affluents, l'un sur sa rive droite, le río Tacuarembó, et l'autre sur sa rive gauche, le río Yí.
Cependant, d'autres grandes rivières, toutes des affluents de rive gauche du fleuve Uruguay comme la Queguay Grande, l'Arapey Grande ou encore la Daymán, disposent de bassins secondaires certes moins étendus mais également internes au pays, généralement confinés à l'intérieur d'un ou deux départements uruguayens.
Par ailleurs, plusieurs lagons sont répartis le long de la côte Atlantique, notamment dans la partie méridionale du pays, le plus important étant la Lagune Merín.
L'Uruguay traverse durant l'été 2023 la crise hydrique la plus grave de son histoire après quatre années de sécheresse, sous l’effet combiné de l’épisode naturel La Niña et du dérèglement climatique. La vétusté des canalisations transportant l’eau potable est au cœur de ce qui est aussi une crise d’infrastructure ; selon des estimations, 50 % de l’eau se perd avant d’arriver dans les foyers. Pour faire durer les réserves d'eau potable du pays, le gouvernement a décidé de doubler le taux de salinité autorisé, ce qui affecte peut être dangereux pour les personnes à risque. Dans un communiqué, un groupe d’experts de l’ONU évoque « le problème sous-jacent [qu’]est la surexploitation de l’eau, en particulier par certaines industries du pays », et critique les décisions prises par l’exécutif. Ce dernier « a demandé à la population d’acheter de l’eau en bouteille », suscitant « un risque de privatisation de l’eau », poursuit le communiqué, qui intime au gouvernement d’accorder la priorité à la consommation humaine,.

### Climat
L'Uruguay est le seul pays sud-américain qui se trouve complètement dans la zone tempérée. L'absence d'importants systèmes orographiques contribue à ce que les variations de températures, de précipitations et d'autres paramètres climatologiques soient faibles.
Avec ses étés chauds et ses hivers doux, le climat en Uruguay est subtropical (moyenne 17 °C) et les précipitations sont abondantes et plus ou moins homogènes pendant toute l'année. Celles-ci sont en général constantes au cours de l'année, ce qui n'empêche pas des périodes de sécheresse plus ou moins marquées ou, au contraire, des épisodes de pluies très fournis selon les années.
Le littoral uruguayen relève du climat océanique, avec une certaine amplitude, du fait du courant chaud du Brésil, qui augmente la température des côtes de l'Atlantique à partir de janvier jusqu'au début mai ; et du courant froid des îles Malouines refroidissant leurs eaux de juin à septembre. L'effet des deux courants détermine une température moyenne de la mer au niveau superficiel (Punta del Este) entre 8 °C et 23 °C selon l'époque de l'année.
À l'intérieur du pays, les hivers sont exceptionnellement rigoureux et la neige est rarissime. En été, le thermomètre dépasse rarement les 30 °C, mais oscille plutôt autour des 25 °C. On y retrouve également une partie du couloir des tornades sudaméricaines, l'un des plus actifs au monde.

## Économie

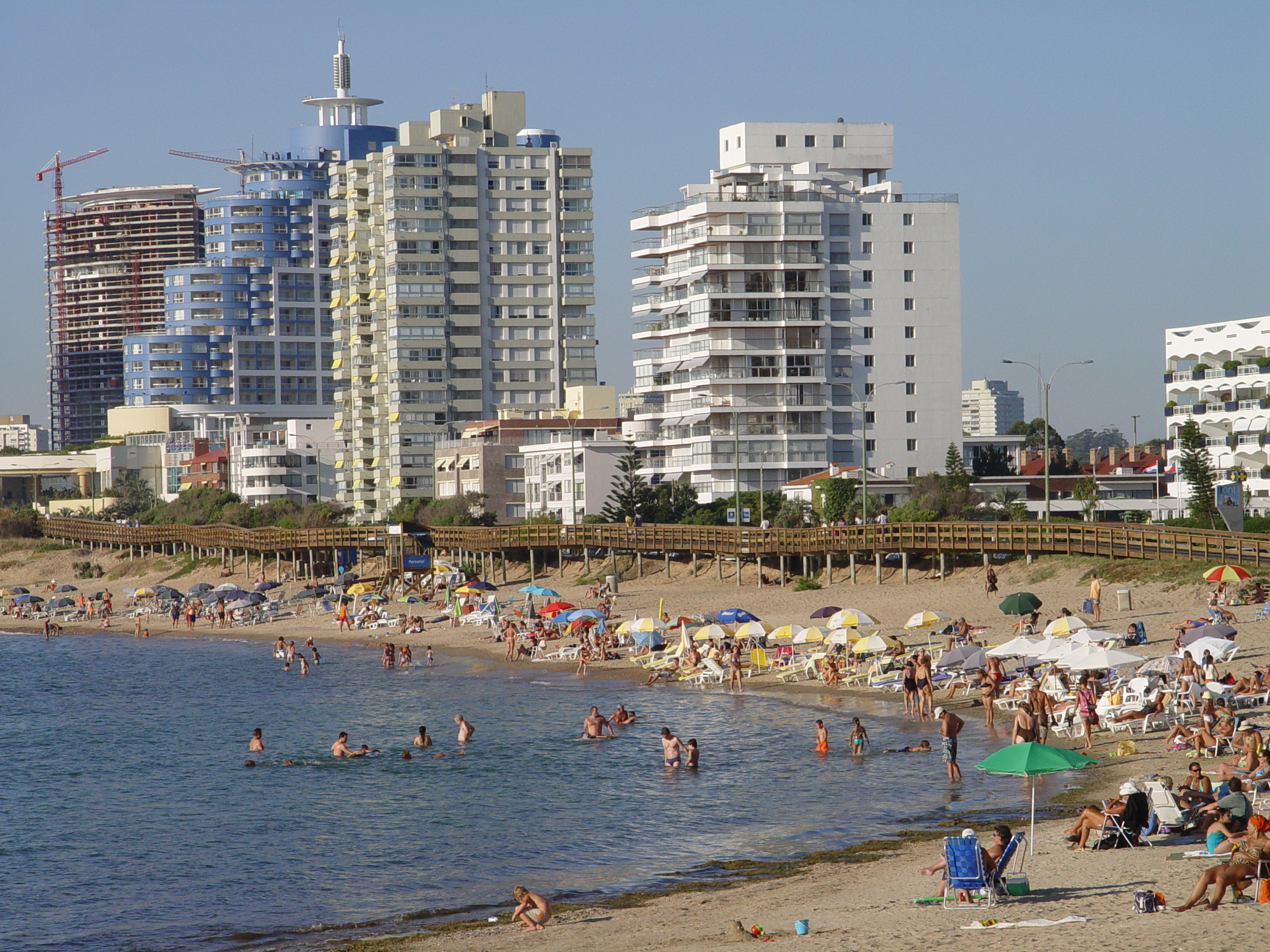
Punta del Este, principale station balnéaire uruguayenne.

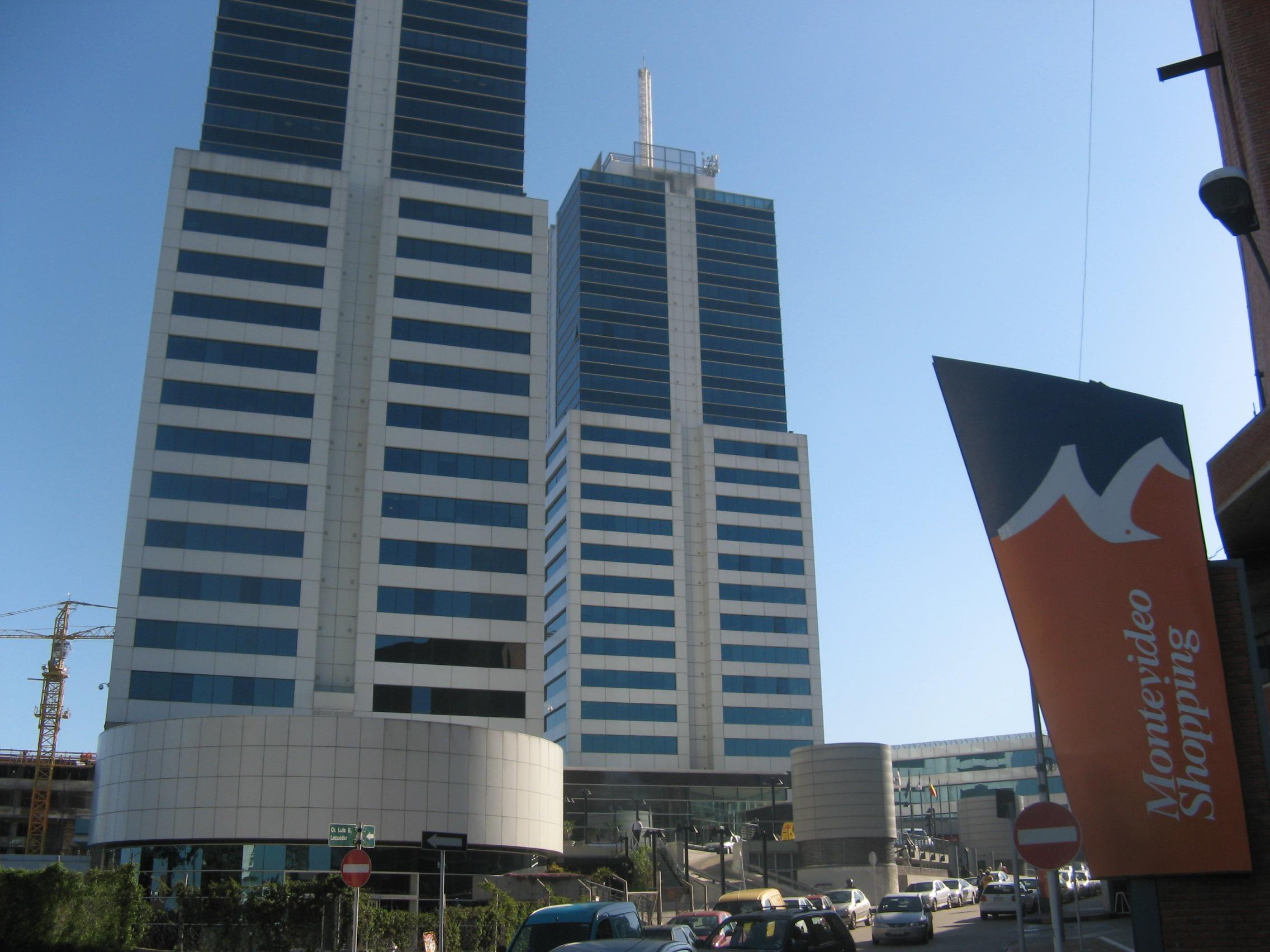
Montevideo, centre économique de l'Uruguay.

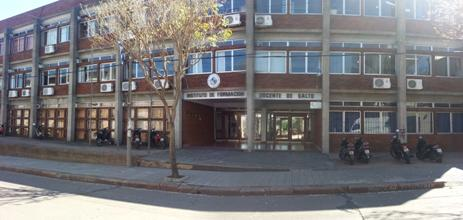
Salto, troisième centre économique de l'Uruguay.

L'économie de l'Uruguay demeure encore orientée vers l'agriculture et notamment vers l'élevage, le pays disposant de vastes prairies qui prolongent la Pampa humide de l'Argentine voisine. L'industrie, principalement agroalimentaire, est surtout tournée vers l'exportation de ses productions tandis que le tourisme, qui se développe rapidement, est devenu la première source de devises étrangères pour le pays.
Les groupes de papier Stora Enso et Arauco ont annoncé, en mai 2009, qu'ils achèteraient la firme espagnole Ensō, ce qui ferait de cette coentreprise la plus grande propriétaire terrienne d'Uruguay, avec 130 000 hectares de terres, soit près de la moitié du total des propriétés terriennes de Stora Enso.
Le pays a été plongé dans une longue crise économique depuis les années 1960, et a eu beaucoup de difficultés à s'en relever. La principale tâche des gouvernements successifs a donc été logiquement d'effacer peu à peu la dette extérieure de 12,75 milliards de dollars et de rétablir l'équilibre de certains indicateurs économiques tels que la balance commerciale.
La crise a été accentuée par l'effondrement de l'économie argentine dès 1999, l'Argentine étant son principal partenaire économique.
Au début des années 1990, le tourisme devient une activité économique qui gagne en importance avec la modernisation des infrastructures hôtelières notamment. Cette nouvelle industrie constitue dès lors une source importante de revenus pour l'État uruguayen.
En 1991, le pays connaît une multiplication des grèves pour obtenir des compensations de salaires destinées à compenser l'inflation et pour s'opposer aux privatisations souhaitées par le gouvernement de Luis Alberto Lacalle. Une grève générale est déclenchée en 1992, et la politique de privatisation est très largement désavouée par referendum (71,6 % contre la privatisation des télécommunications). En 1994 et 1995, l'Uruguay fait face à des difficultés économiques causées par la libéralisation du commerce extérieur, qui a accentué le déficit commercial. La Compagnie du gaz de Montevideo et la compagnie aérienne Pluma sont confiées au secteur privé, mais le rythme des privatisations ralentit à partir de 1996. En 2002, après quatre années consécutives de récession, la baisse sensible du niveau de vie des classes populaires provoque des émeutes. En 2004, le programme de réajustement libéral défendu par le FMI et le gouvernement est contesté par plus de 64 % des votants lors d'un référendum.
Entre 1999 et 2002, la crise économique menace de provoquer l’effondrement du système financier et oblige l’État à intervenir pour sauver les banques. Plus de 40 % de la population vit dans la pauvreté. Puis l'économie commence à croître en 2003, et continue sa croissance jusqu'en 2020, malgré l'apparition de la pandémie de covid-19,.
Ce développement économique serait notamment dû à la stabilité politique de l'Uruguay, au faible niveau de la corruption, au développement des relations commerciales avec la Chine. L'Uruguay revoit son système fiscal, diminuant les taxes sur la consommation et augmentant l’impôt sur le revenu, désormais parmi les plus élevés d'Amérique latine (mais restant modeste en comparaison des pays de l’OCDE). Un système d’État-providence se construit et la part des dépenses sociales dans le total des dépenses publiques passe de 60,9 % à 75,5 % entre 2005 et 2015. Le nombre de personnes bénéficiant d'une couverture maladie passe de 700 000 à 2,5 millions entre 2004 et 2019 et le taux de pauvreté tombe de 40 % à 8 %. Le taux de chômage passe de 17 % en 2002 à 8 % en 2016 et les inégalités tendent à décroître. Cependant, le déficit et la dette publique sont élevés.
En 2024, l'Uruguay est classé en 62e position pour l'indice mondial de l'innovation.
Le nombre de syndiqués a quadruplé depuis 2003, passant de 110 000 à plus de 400 000 en 2015 pour une population active de 1,5 million de personnes. D'après la Confédération syndicale internationale, l'Uruguay est devenu le pays le plus avancé d’Amérique en matière de respect « des droits fondamentaux du travail, en particulier la liberté syndicale, le droit à la négociation collective et le droit de grève ». Cette forte syndicalisation a eu notamment pour effet de réduire les inégalités socio-économiques.
L'Uruguay s'est beaucoup investi dans la nouvelle économie du tourisme, à partir des années 1980, et accueille chaque année des touristes de plus en plus nombreux dont principalement les Argentins, les Américains et les Brésiliens. Les Européens, encore très marginaux au siècle dernier, forment un groupe de plus en plus important de touristes et font dorénavant de l'Uruguay une destination touristique. Montevideo, Punta del Este et Salto sont devenus les trois premiers centres touristiques du pays et sont renommés internationalement. En 2019, l'Uruguay a accueilli 3 millions de touristes, soit presque autant d'habitants que le pays. Le tourisme est devenu la principale source de devises en Uruguay. Avec 2 340 millions US$ soit 3,8 % du PIB national en 2019, il génère plus de devises que les activités traditionnelles destinées à l'exportation du pays. L'Uruguay est le premier pays de l'Amérique du Sud en nombre de touristes par rapport à sa population.

## Démographie

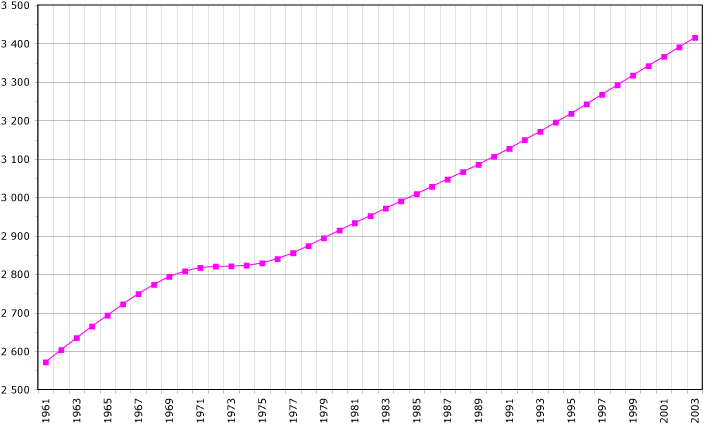
Évolution de la démographie entre 1961 et 2002 (chiffre de la FAO, 2004). Population en milliers d'habitants.

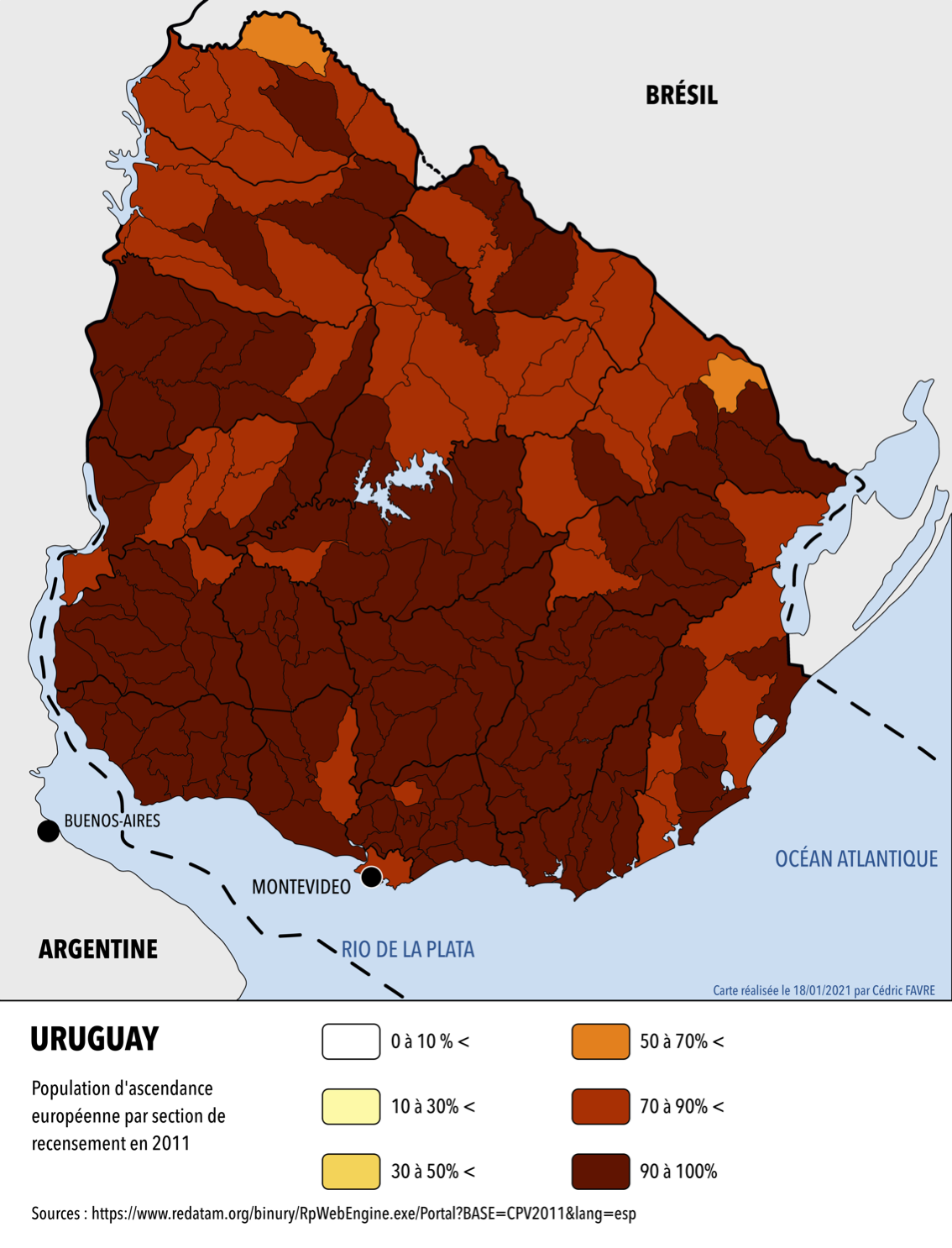
Répartition des habitants d'origine européenne par section de recensement en 2011

La population de l'Uruguay est essentiellement concentrée sur le littoral. Lors du recensement de 2011, elle s'établit à 3 285 877 personnes. La population est essentiellement urbaine (90,7 %) et vit dans les 20 plus grandes villes du pays, principalement à Montevideo (1,4 million d'habitants). À cause d'un faible taux de natalité n'atteignant que 14,44 ‰, de l'espérance de vie élevée (75,92 ans) et de l'émigration (0,32 émigrant pour 1 000 habitants), la population du pays vieillit assez vite. Par ailleurs, la croissance de la population n'est que de 0,51 %.
L'Uruguay est un pays d'immigration et d'émigration. 550 000 Uruguayens vivent à l'étranger.
- Ethnographie : la majorité des Uruguayens sont des descendants d'Européens arrivés au XIXe siècle, dont la plupart étaient originaires d'Espagne ou d'Italie, avec une forte minorité française : à la fin du XIXe siècle, un tiers de la population était d'origine française[60]. L'immigration continue d'être majoritairement aujourd'hui européenne et plus particulièrement d'Europe du Sud. Environ 80 000 personnes en Uruguay sont nées à l'étranger (2 %), dont la moitié provient de l'Espagne et le reste principalement d'Italie, d'Argentine, du Brésil et d'Israël.

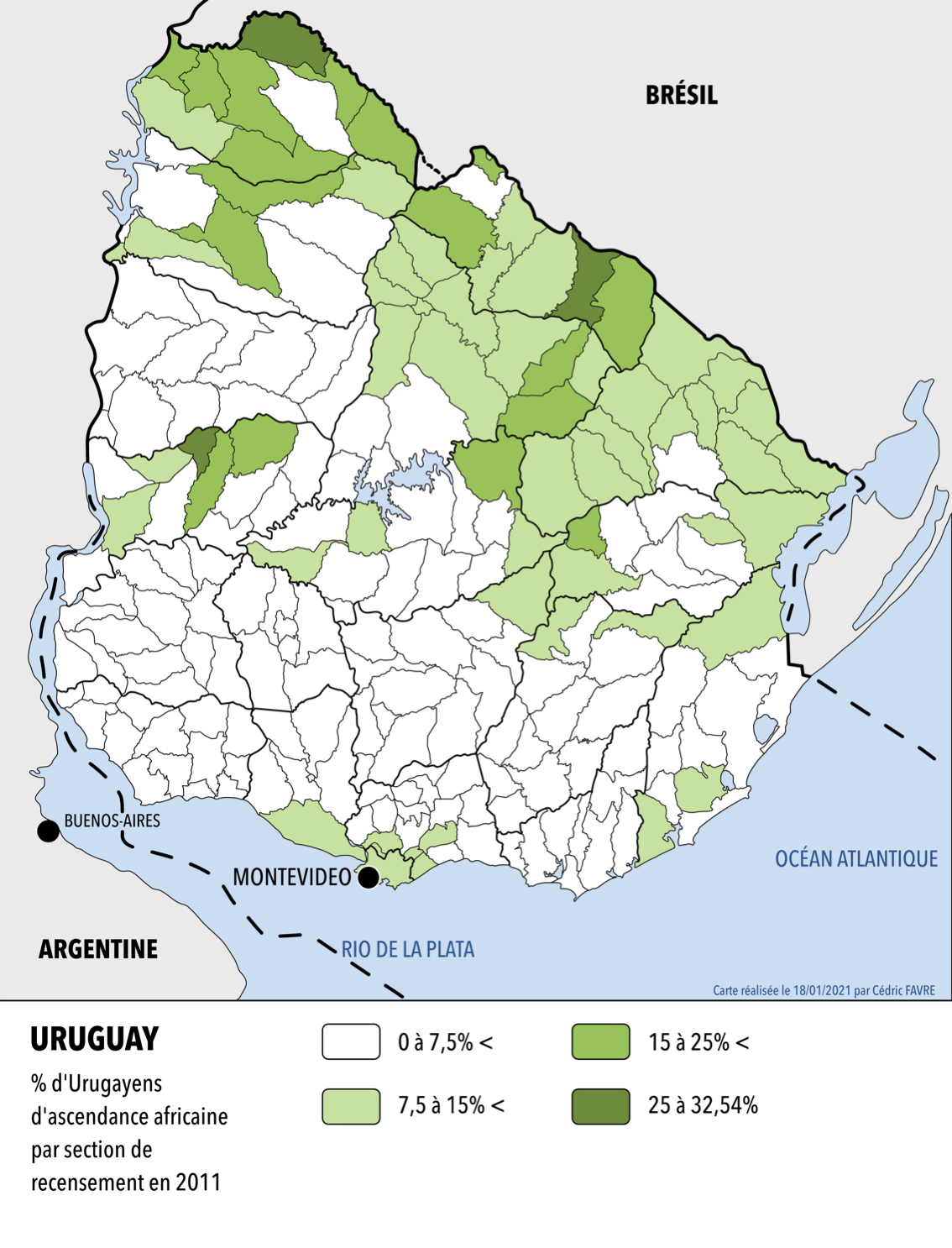
Proportion d'Uruguayens d'ascendance africaine par section de recensement en 2011

Les descendants d'Européens représentaient 86,77 % de la population lors du recensement de 2011. Environ 8 % des Uruguayens sont métis, d'une ascendance à la fois européenne et amérindienne. Les personnes d'origine amérindienne (principalement des Guaranis et des Charrúas) soit 223 964 citoyens, représentent 6,4 % des habitans. Les personnes d'origine africaine représentent 4,56 % des habitants. Ces deux dernières décennies, environ 500 000 Uruguayens ont émigré vers le Brésil, l'Argentine, l'Espagne ou encore les États-Unis d'Amérique.
- Religions : la religion catholique représente 42 % de la population. Les protestants sont environ 15 % de la population et autres 5-6 %, mais quasi 37 % de la population est athée, agnostique ou croyant sans religion[61]. En Uruguay, il y a une petite minorité qui pratique les religions africaines comme l'Umbanda. La petite communauté juive, environ 10 000 personnes, est principalement constituée d’immigrants.
- Langue :

En ce qui concerne les langues, l'espagnol est quasiment l'unique langue parlée. Le portugais est beaucoup parlé en seconde langue, surtout le long de la frontière avec le Brésil. L'anglais est enseigné à l'université, et est la langue utilisée pour le tourisme. L'italien est parlé par de nombreuses personnes, en majorité des descendants d'Italiens.

## Religions
| Religion           | Pourcentage |
| ------------------ | ----------- |
| Catholicisme       | 42 %        |
| Protestantisme     | 15 %        |
| Sans religion      | 37 %        |
| Autres confessions | 6 %         |

## Enseignement
Parmi les universités uruguayennes se trouvent l'Université de Montevideo et l'Université de la République. L'École multidisciplinaire d'art dramatique Margarita Xirgu, (EMAD) fondée en 1949 par la comédienne catalane Margarita Xirgu exilée après la guerre d'Espagne, est considérée comme une école de théâtre d'excellence au niveau international, ayant formé notamment les acteurs contemporains Mateo Chiarino et Enzo Vogrincic. Le lycée français Jules-Supervielle est situé à Montevideo.

## Culture
La vie culturelle de l'Uruguay s'est épanouie dans plusieurs grands domaines, dont la peinture (avec Juan Manuel Blanes et Pedro Figari), la sculpture (avec José Belloni) et la musique avec le candombé et le tango (avec Jaime Roos (es) et Jorge Drexler). Les écrivains sont Jules Supervielle, José Enrique Rodó, Horacio Quiroga, Juan Carlos Onetti, Mario Benedetti, Eduardo Galeano, Jorge Majfud et Ricardo Paseyro.

### Théâtre
Le Théâtre Solís, célèbre théâtre situé dans la Vieille ville de Montevideo, consacré à l'art dramatique et à la musique classique, inauguré en 1856, est considéré comme le plus vieux théâtre d'Amérique du sud. L'institution voit notamment les débuts de la grande dame du théâtre uruguayen Estela Medina (1932-), élève de Margarita Xirgu à l'EMAD.

### Sport
Le football occupe une place très importante dans la vie sportive uruguayenne : la « Céleste », l’équipe nationale, a remporté l’épreuve des Jeux olympiques 1924 et 1928. Le pays a organisé et remporté la première Coupe du monde en 1930. Il a également gagné la Coupe du monde 1950. Au niveau continental, entre 1916 et 1942, la Céleste participe à 16 des 17 premiers championnats sud-américains, en gagne 8 et termine en finale de 4 autres éditions. En tout, l’équipe nationale a remporté 15 fois la Copa América. L’Uruguay a ainsi dominé le football international en particulier dans l’entre-deux-guerres et la Céleste figure encore parmi les meilleures équipes au monde (16e au classement mondial en décembre 2022).
Les sports équestres hérités des gauchos (« bouviers ») jouent aussi un rôle essentiel. Dans une moindre mesure, l’Uruguay fait bonne figure dans d’autres sports collectifs que le football, le rugby et le basket-ball sont également pratiqués, l'équipe nationale masculine de rugby a déjà participé à 3 phases finales de Coupe du monde et l’équipe nationale masculine de basket-ball à 7 Coupes du monde dont 5 fois consécutivement à partir des années 1950 et surtout deux médailles de bronze aux Jeux olympiques en 1952 et 1956.
Aux Jeux olympiques, les deux seuls titres ont été remportés en football, la dernière médaille d’or date donc de 1928 et seuls 2 médailles d’argent et 6 de bronze viennent compléter le tableau depuis la première apparition de l’Uruguay aux Jeux en 1924 : 2 médailles de bronze en basket-ball, 4 médailles (1 d’argent et 3 de bronze) en aviron, 1 médaille de bronze en boxe anglaise et seule médaille depuis 1956, 1 d’argent en cyclisme sur piste en 2000 en Sydney. Les dix médailles ont été remportées par des hommes aux Jeux d’été, l’Uruguay est toujours en attente de sa première médaille féminine ou de sa première aux Jeux d’hiver.

### Cinéma
La production cinématographique en Uruguay a commencé à la fin du XIXe siècle. C'est à partir du XXIe siècle que le cinéma prend de l'ampleur et des productions importantes commencent à apparaître : 25 Watts, Putain de vie, Whisky, sont des exemples de films primés dans des festivals internationaux et qui ont marqué l'identité du cinéma uruguayen. Le genre documentaire a également eu une place importante dans la production nationale, avec plus de quatre-vingts films. Certains des films les plus importants sont : Aparte (2003), Hit (2008), Cuisiner avec le livre (2019).

### Fêtes
La loi no 6997 du 23 octobre 1919 dite de sécularisation des jours fériés a changé la dénomination de jours fériés : depuis, l'Épiphanie est célébrée comme le « Jour des enfants » (Día de los niños) ; la Semaine sainte, comme la « Semaine du tourisme » (Semana de turismo) ; la Nativité, comme le « Jour de la famille » (Día de la familia).
| Date         | nom français                       | nom officiel                 | création | suppression | remarques |
| ------------ | ---------------------------------- | ---------------------------- | -------- | ----------- | --------- |
| 1er janvier  | Jour de l'an                       | Año Nuevo                    | 1919     |             |           |
| 6 janvier    | Épiphanie                          | Día de los Niños             | 1919     |             |           |
|              | Carnaval                           | Carnaval                     | 1919     |             |           |
| 18 février   |                                    | Grito de Asencio             | 1919     |             |           |
| 1er mars     |                                    |                              | 1923     |             |           |
|              | Semaine sainte                     | Semana de Turismo            | 1919     |             |           |
| 19 avril     | Débarquement des 33 Orientaux      | Día de los Treinta y Tres    | 1919     |             |           |
| 1er mai      | Fête du Travail                    | Día de los Trabajadores      | 1919     |             |           |
| 2 mai        |                                    | Día de España                | 1919     |             |           |
| 18 mai       | Bataille de Las Piedras            | Batalla de Las Piedras       | 1919     |             |           |
| 25 mai       |                                    | Día de América               | 1919     |             |           |
| 19 juin      | Naissance de José Gervasio Artigas | Día de Artigas               | 1919     |             |           |
| 4 juillet    |                                    | Día de la Democracia         | 1919     |             |           |
| 14 juillet   |                                    | Día de la Humanidad          | 1919     |             |           |
| 18 juillet   | Serment de la Constitution         | Jura de la Constitución      | 1919     |             |           |
| 25 août      | Déclaration d'indépendance         | Independencia Nacional       | 1919     |             |           |
| 20 septembre |                                    | Día de Italia                | 1919     |             |           |
| 21 septembre |                                    | Cabildo Abierto              | 1919     |             |           |
| 12 octobre   | Journée de l'hispanité             | Fiesta de la Raza            | 1919     |             |           |
| 2 novembre   | Jour des morts                     | conmemoración de los muertos | 1919     |             |           |
| 8 décembre   |                                    | Día de las Playas            | 1919     |             |           |
| 25 décembre  | Noël                               | Fiesta de la Familia         | 1919     |             |           |

### Textes officiels
- (es) Constitución de la República Oriental del Uruguay [« Constitution de la République orientale de l'Uruguay »], dans Diario Oficial de la República Oriental del Uruguay, t. 246, no 17526, 2 fév. 1967, p. 251-275.
- [L. 23 oct. 1919] (es) « Ley no 6997 del 23 de octubre de 1919 » [« Loi no 6997 du 23 octobre 1919 »], Diario Oficial de la República Oriental del Uruguay, vol. LVII, no 4109,‎ 25 oct. 1919, p. 192, col. 1-2 (résumé, lire en ligne).
- [L. 27 févr. 1923] (es) « Ley no 7556 del 27 de febrero de 1923 » [« Loi no 7556 du 27 février 1923 »], Diario Oficial de la República Oriental del Uruguay, vol. LXX, no 5075,‎ 27 fév. 1923, p. 363, col. 1 (résumé, lire en ligne).